# ポジトロニウム
ポジトロニウム (positronium) とは、電子と陽電子が電気的に束縛され対になった、一種の原子（エキゾチック原子）である。記号としてPsと記される。古典力学的な原子模型でいうと、電子と陽電子が共通重心を中心としてお互いを回っているということになる。物質中に陽電子を照射した場合、物質中の電子と陽電子は通常、対消滅してγ線を放出するが、絶縁体中ではかなりの割合で準安定状態としてポジトロニウムを形成する。

## 特徴
ポジトロニウムは質量2meのきわめて軽い原子である。電子の換算質量が水素原子のほぼ半分であることにより、ボーア半径は水素原子の2倍の106pmであり、イオン化エネルギーは半分で6.8eVである。
ポジトロニウムには、それを構成する電子と陽電子のスピンの向きによってパラポジトロニウム(p-Ps)とオルトポジトロニウム(o-Ps)が存在し、それぞれ異なる性質を持つ。p-Psは電子と陽電子のスピンの向きが逆向きであり、スピン量子数はs=0である。o-Psはスピンの向きが揃っており、スピン量子数はs=1、磁場が無い状態ではm=-1,0,1の三つの状態が縮退しており、磁場があるとこの三つが別れる。p-Psとo-Psでは前者のほうがエネルギー状態が低いが、通常は無視できる程度の差(微細構造定数〜1/137)しかないため、生成比は状態数に比例して1:3となる。
真空中に於いて、p-Psの寿命は125ピコ秒であり、消滅して光子2つになる。一方、o-Psの寿命は142ナノ秒と比較的長く、消滅すると光子3つになる。物質中では後述する理由により寿命は短くなり、1〜10ナノ秒程度となる。
ポジトロニウム原子との間には、それぞれの持つ電子の間の交換相互作用により、斥力が働く。そのため物質中では原子間の間隙に存在し、空孔型欠陥があるとその中に捕捉される。場合によっては、ポジトロニウム自らが空孔を作り、その中に留まる。また、空孔のサイズが大きいほど寿命は長くなることが知られている。

## 歴史

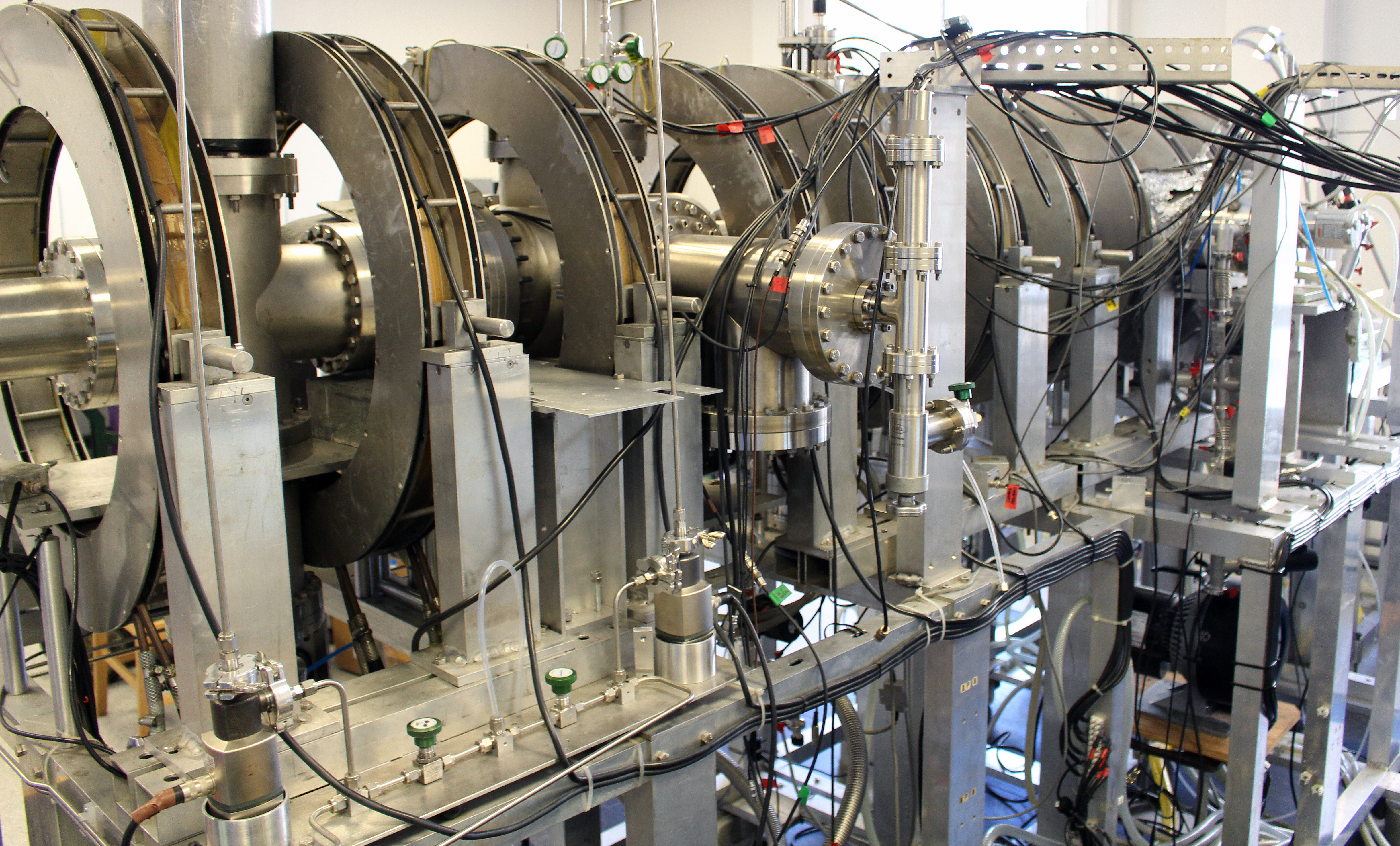
ユニヴァーシティ・カレッジ・ロンドンにあるポジトロニウムビーム装置。これを用いてポジトロニウムの特徴が研究された。

1934年、クロアチアの科学者ステパン・モホロビチッチはアストロノミシェ・ナハリヒテン誌に投稿した論文中でポジトロニウムの存在を予言し、electumと呼んだ。また、1932年にカリフォルニア工科大学在籍中のカール・デイヴィッド・アンダーソンが存在を予言したとする資料もある。実験的には、1951年にMITのマーティン・ドイッチュによって発見され、ポジトロニウムとして知られるようになった。多数の実験が引き続いて行われ、ポジトロニウムの性質が精密に測定された。測定値と量子電磁力学 (QED) による予測値が検証され、その結果として「オルソポジトロニウムの寿命問題」として知られる食い違いが明らかになった。しかし、さらなる計算と計測の結果この問題は解決された。原因は、生成速度が小さすぎて熱平衡に達しないポジトロニウムを寿命の測定に用いたために計測値が長くなる誤差を生じたことであった。また、相対論的QEDを用いた計算も実行が困難であるため一次近似までしか行われていなかったが、非相対論的QEDを用いてより高次の補正が計算された。

## ポジトロニウムの反応
ポジトロニウム、特に寿命の長いo-Psは、物質中に於いてさまざまな反応を起こすことが可能である。これは、o-Ps中の陽電子が、ポジトロニウムの自己消滅よりも物質中の電子との対消滅によって失われやすいことと、ポジトロニウム自体が不対電子一つを持ったフリーラジカルとして振舞うことに起因する。

### ピックオフ消滅
ポジトロニウムが他の原子と衝突したとき、ポジトロニウム中の陽電子の波動関数が衝突相手の原子が持つ電子の波動関数と重なりを持つと対消滅が起き、ポジトロニウムは消滅する。この確率はポジトロニウムと他の原子との衝突頻度が高いほど、つまり、気体中では圧力が、液体や固体中では密度が大きいほど高くなる。この反応が物質中でのo-Psの寿命決定に大きく関与している。

### スピン交換
物質を構成する分子が不対電子を持つ場合、ポジトロニウム中の電子は、物質中に含まれる電子とスピンを入れ替えることがある。このような反応は水素原子でも知られている。これによりo-Psがp-Psとなると、p-Psの短い寿命で消滅することとなる。

### 化学反応
ポジトロニウムは水素原子と同様、酸化反応や化合物生成などの化学反応をすることができる。ポジトロニウムが酸化されると、電子が奪われて陽電子だけが残る。

## ポジトロニウムの形成メカニズム

### Oreモデル
Oreモデルは最も初期に立てられたポジトロニウム形成モデルで、エネルギーをもった陽電子が原子から電子を引き抜くというものである。このモデルでは、希ガス中でのポジトロニウム形成についてはよく説明するが、多原子分子や凝集相中でのポジトロニウム形成については上手く説明できない。